# Mentalizem
Mentalizem je umetnost prepričevanja opazovalcev, da ima izvajalec parapsihološke sposobnosti. Izvajalec uporablja v namen ustvarjanja te iluzije miselne trike, statistiko, pripomočke, kodni jezik ter mnogo drugih tehnik, ki mu zagotavljajo uspeh v izvajanju.
Opazovalci so velikokrat zavedeni, da izvajalec resnično poseduje zmožnosti katere prikazuje. Večina mentalistev se na začetku svoje kariere odločijo kakšno zunanjo podobo bodo prikazovali. Večinoma se prikazujejo kot bralci misli, bralci preteklosti (uporabljajo t. i. »cold reading«), telekinetiki ipd.

## Zgodovina in razvoj mentalizma
Prve veje mentalizma so se pojavile med vedeževalci ter astrologi. 

## Tehnike
Najbolj znane tehnike so:
- iluzijo branja misli: dvojna resničnost, uporaba pripomočkov, sugestija, najverjetnejši odgovor;
- iluzija poznavanja preteklosti: cold reading;
- iluzija telepatije: zaznavanje podzavestnih signalov ali hellstromizem/Muscle reading, kodni jezik;
- iluzija telekineze: ročna spretnost, preusmeritev pozornosti.

Dvojna resničnost
Kadar želi mentalist ustvariti iluzijo branja misli lahko predstavi določen efekt tako, da ga publika in subjekt dojemata na različna načina, brez da bi se tega zavedala.
Uporaba pripomočkov
Mnogi mentalisti se zatekajo k tehničnim pripomočkom, kateri jim večinoma zagotavljajo 100 % uspeh. Mnoge pripomočke se da kupiti, nekateri mentalisti pa si izdelajo za poseben efekt svoj pripomoček. V to kategorijo spadajo različni prilagojeni svinčniki in karte.
Sugestija
Je manj zanesljiva a vseeno kar precej uporabna, še posebno v »improviziranih« ter včasih tudi »uličnih« nastopih. Mentalisti se zatekajo k indukciji transa ter uporabi hipnoze. Nekateri uporabljajo tudi subtilne kretnje.
Najverjetnejši odgovor
Tudi ta tehnika ni popolnoma zanesljiva, saj se zanaša na statistične raziskave. Večina ljudi si zamisli število 3 če jih prosimo, da si izberejo število od 1-5. Mentalist lahko tudi sklepa kakšne misli ima določena oseba glede na prejšne odgovore.
Cold reading
Naziv »cold reading« izvira iz dejstva, da izvajalec izve določena dejstva brez pogovora z osebo. »Cold reading« se skozi pogovor spremeni v »warm reading«, saj izvajalec že dobiva povratne informacije.
Tehnika je zelo razširjena med raznimi šarlatani. Je pa pravzaprav mešanica spretnega opazovanja, uporabe splošnih trditev, katere veljajo za veliko ljudi in manipulacijo. Mentalist bo poskušal razbrati informacije o nekom z opazovanjem telesa, obleke, telesne govorice in govora.
Zaznavanje podzavestnih signalov
Čeprav oseba misli, da med njo in izvalajcem ni nekega prenosa informacij, se le ta pravzaprav na nezavedni ravni dogaja. Tehnika, ki se tega dejstva še najbolj drži je hellstromizem. Izvajalec je naučen interpretirati informacije, ki jih dobiva samo s fizičnim kontaktom z osebo.
Kodni jezik
Za uspešno uporabo te tehnike, morata biti pri aktu prisotna dva izvajalca. Predhodno se morata dogovoriti za določene kode s katerimi se sporazumevata, brez da bi se tega zavedalo občinstvo.
Ročne spretnosti
Izvajalec se nauči kriviti, lomiti in na drugačne načine spreminjati obliko predmetov, tako da se zdi opazovalcu kot, da uporablja mentalist samo moč uma.
Preusmeritev pozornosti
Pri izvajanju trikov, ki dajejo vtis prisotnosti telekineze je poleg ročnih spretnosti potrebna tudi preusmeritev pozornosti. Pri tem izvajalec uporablja svoje telo na tak način, da v ključnih trenutkih prikrije svoje dejanje.

## Znani mentalisti
Derren Brown
Trenutno znan zaradi serij Mind Control, Trick of the mind in drugih. Sam trdi, da uporablja psihološke trike, nevrolingvistično programiranje, branje kretenj ter »nekaj« pripomočkov.
Corinda
Med mentalisti znan zaradi knjige 13 korakov do mentalizma (Thirteen steps to mentalism).
Banachek
Znan zaradi uspešne prevare znanstvenikov na washingtonski univerzi. V seriji znanstvenih preizkusov v osemdesetih letih prejšnjega stoletja so bili nadzorniki prepričani, da jim je dokazal, da ima parapsihološke sposobnosti.
Ostali mentalisti:
- Kenton Knepper
- Theodore Annemann
- Uri Geller